# Веселовский, Михаил Васильевич
Михаил Васильевич Веселовский (род. 13 июля 1958, Ужгород) — советский и российский футбольный судья.

## Биография
Веселовский — бывший сотрудник ФСБ, имел звание подполковника (на 2005 год). В судейство пришёл случайно. В 1983 году на стадионе возле воинской части в Царицыне солдаты играли в футбол. Веселовский, на правах старшего по званию, взялся быть арбитром. После этого на стадионе проходил матч районного первенства, судить который должен был Иван Тарасович Меркулов. Он и предложил Веселовскому поработать арбитром на более высоком уровне.
С конца 1980-х Веселовский начал работать ассистентом на матчах взрослых команд. В качестве главного судьи дебютировал 6 октября 1990 года в матче второй низшей лиги «Ока» Коломна — «Сатурн» (1:1). После распада СССР продолжил судить матчи низших лиг России, работая как главным судьёй так и ассистентом.
С 1994 года работал ассистентом на матчах высшей лиги. Дебютировал на высшем уровне в качестве главного арбитра 4 августа 2001 года в матче 20-го тура «Факел» Воронеж — «Сокол» Саратов (0:1), в котором показал три предупреждения. В 2002 году был резервным арбитром в золотом матче между ЦСКА и «Локомотивом» (0:1). Матчи высшей лиги продолжал судить до 2006 года и провёл 57 матчей в роли главного судьи и 67 в качестве лайнсмена.
Также в качестве ассистента провёл несколько матчей на ранних стадиях еврокубков и отработал две игры в рамках отборочного турнира чемпионата Европы 2000 (Люксембург — Польша и Лихтенштейн — Румыния).
Завершил карьеру в 2006 году в возрасте 48 лет.

## Личная жизнь
Жена — майор ФСБ. Сын — Олег (р. 1981), окончил академию ФСБ, имел звание старшего лейтенанта (на 2005 год). Также как и отец стал футбольным судьёй, но работал исключительно в роли ассистента.

## Факты
- В роте, которой командовал Веселовский в звании прапорщика, служил нападающий Дмитрий Силин, известный по выступлениям за «Балтику» и ряд других клубов[1].
- В одном из матчей второго дивизиона, после назначенного Веселовским пенальти в ворота гостей, на него налетели несколько игроков, один из которых замахнулся на арбитра кулаком. Веселовский сделал подсечку и повалил игрока на газон, после чего инцидент был исчерпан[1][4]. Реакцию инспектора матча на эпизод Веселовский прокомментировал так:

— А всё произошло настолько быстро и к тому же в гуще игроков, что ни он, ни зрители ничего не увидели. Инспектор меня потом спросил: «Миша, я не понял, что ты ему сделал?» «Да, так, — пожал я плечами, — приёмчик один показал».
- 16 апреля 2006 года в матче 5-го тура «Шинник» — «Амкар» Веселовский отменил 3 гола хозяев. Встреча завершилась со счётом 0:0[5]. Этот матч для Веселовского стал первым в новом сезоне. Однако решение об отмене гола «Шинника» за 5 минут до конца матча было признано ошибкой, в связи с чем Веселовского отстранили от судейства матча следующего тура между нальчикским «Спартаком» и «Зенитом»[6].